# 시브리외
시브리외 (Civrieux)는 프랑스 오베르뉴론알프 앵주의 코뮌이다.
INSEE의 공식 지리코드상에서는 '시브리외' (Civrieux)라고 등록되어 있으나, 비공식 지명으로 '시브리외앙동브' (Civrieux-en-Dombes)도 사용된다.

## 지리
부르캉브레스 아롱디스망, 빌라르레동브 캉통에 속해 있으며, 페드젝스 복합공동체의 일원이다. 동브 지역으로 분류된다.

## 역사
프랑스 혁명 이전에는 동서 교구로 나뉘었다. 서쪽 교구는 볼리외 (Beaulieu)라는 이름이었으며 리옹 교회의 프랑리요네 (Franc-Lyonnais)에 속했고, 동쪽 교구는 베르누 (Bernoud)라는 이름으 몽트리블루 남작령 (Montribloud)에 속했다.
혁명 이후 두 교구를 합한 하나의 코뮌이 설치되었으며, 여기에 몽트리블루 남작령의 뷔시주 (Bussiges) 교구가 생탕드레드코르시를 빼고 시브리외에 합병되면서 지금의 모습에 이른다.

## 경제
1960년대까지 농업과 목축업 (소)가 대표적인 경제 활동으로 꼽혔다.

## 인구
| 연도        | 인구  | ±% p.a. |
| ----------- | ----- | ------- |
| 1968        | 492   | —       |
| 1975        | 536   | +1.23%  |
| 1982        | 763   | +5.17%  |
| 1990        | 954   | +2.83%  |
| 1999        | 1,079 | +1.38%  |
| 2007        | 1,341 | +2.75%  |
| 2012        | 1,394 | +0.78%  |
| 2017        | 1,680 | +3.80%  |
| 2019        | 1,829 | +4.34%  |
| 출처: INSEE |       |         |

## 명소
- 시브리외 교회 - 1888년경에 재건된 신고딕 양식의 교회로 15세기부터 자체 합창단을 꾸리고 있다.
- 시브리외성 - 19세기 들어 교회 맞은편에 낭만주의 양식으로 지어진 건물로, 교육 시설인 레무아노 (Les Moineaux)가 자리해 있다.
- 베르누성 - 13세기에 지어졌다가 14세기 중반부터 폐허가 되어 지금은 유적화되었다.

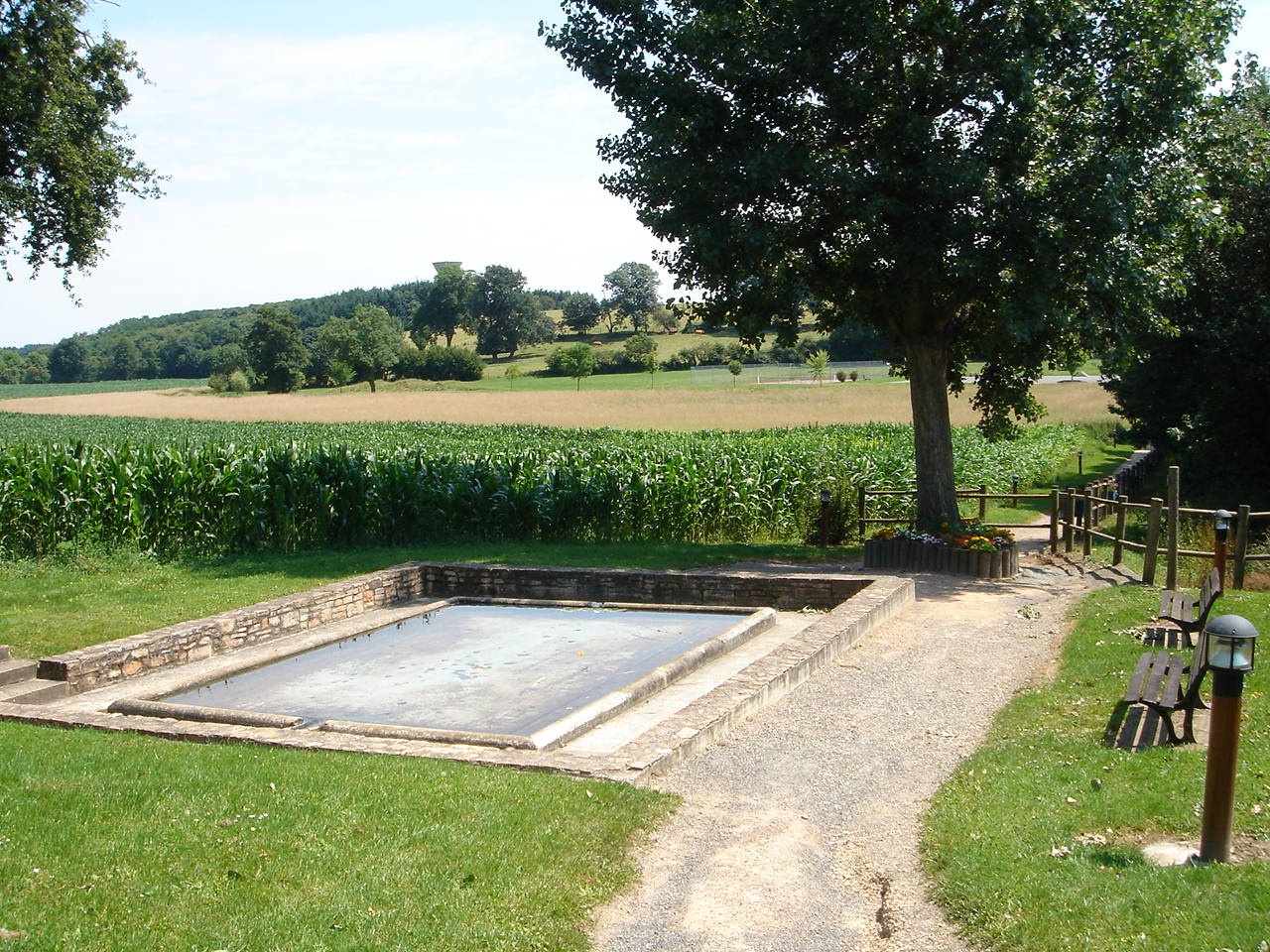
시브리외 빨래터
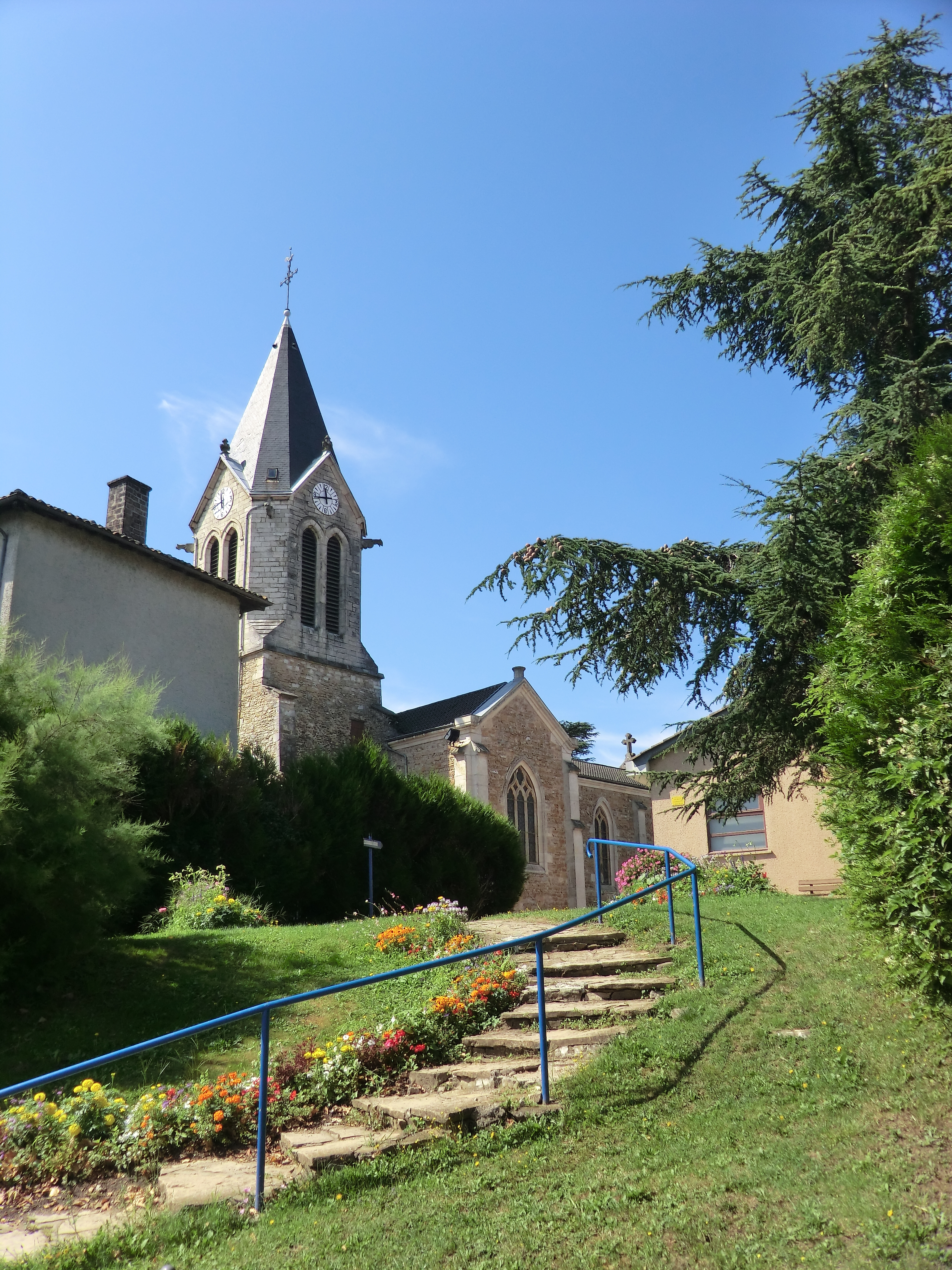
시브리외 교회
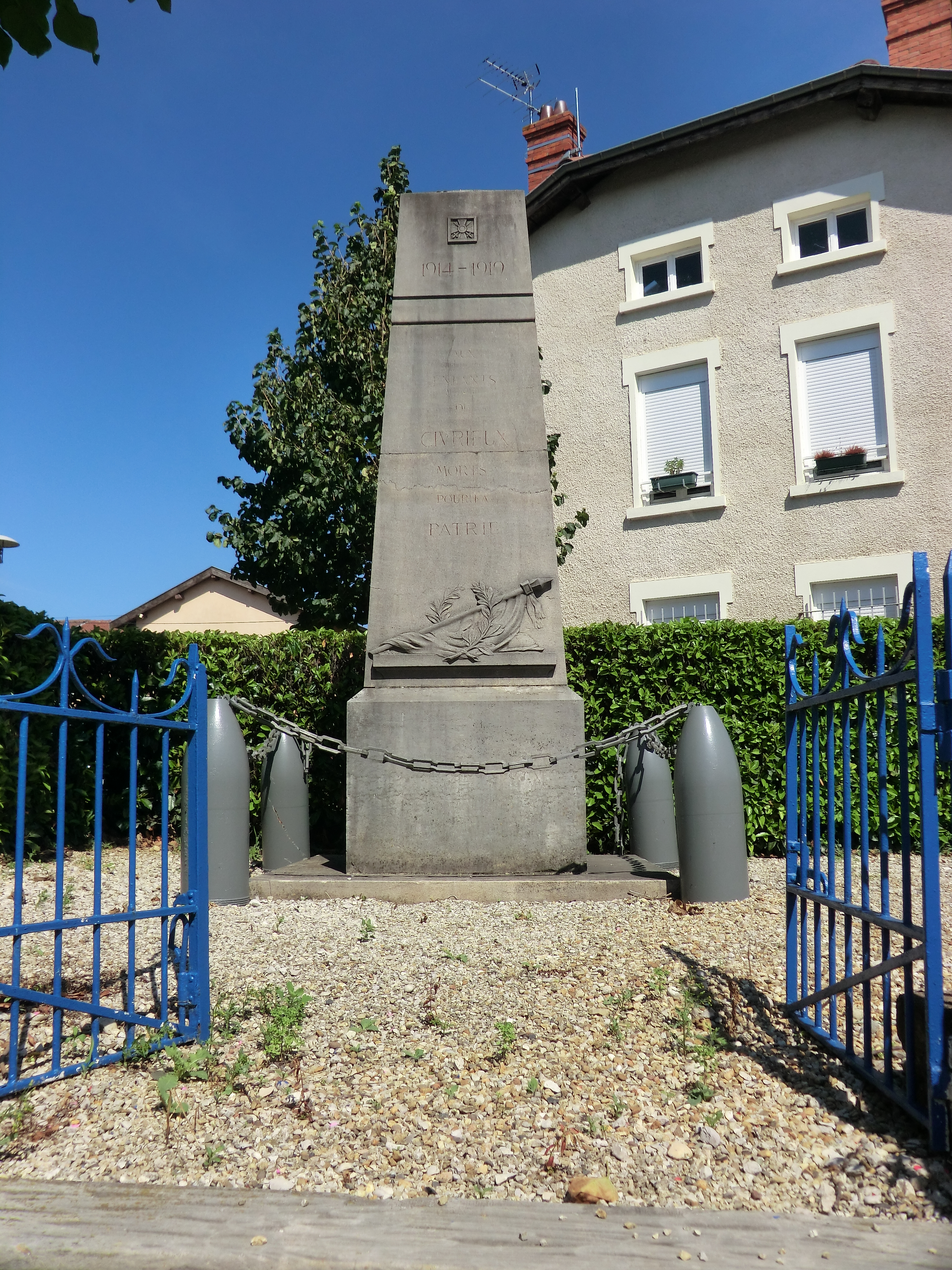
시브리외 전쟁 추모비

## 같이 보기
- 앵주의 코뮌 목록